# Scilla bifolia
Scilla bifolia là một loài thực vật có hoa trong họ Măng tây. Loài này được Carl von Linné miêu tả khoa học đầu tiên năm 1753.

## Hình ảnh

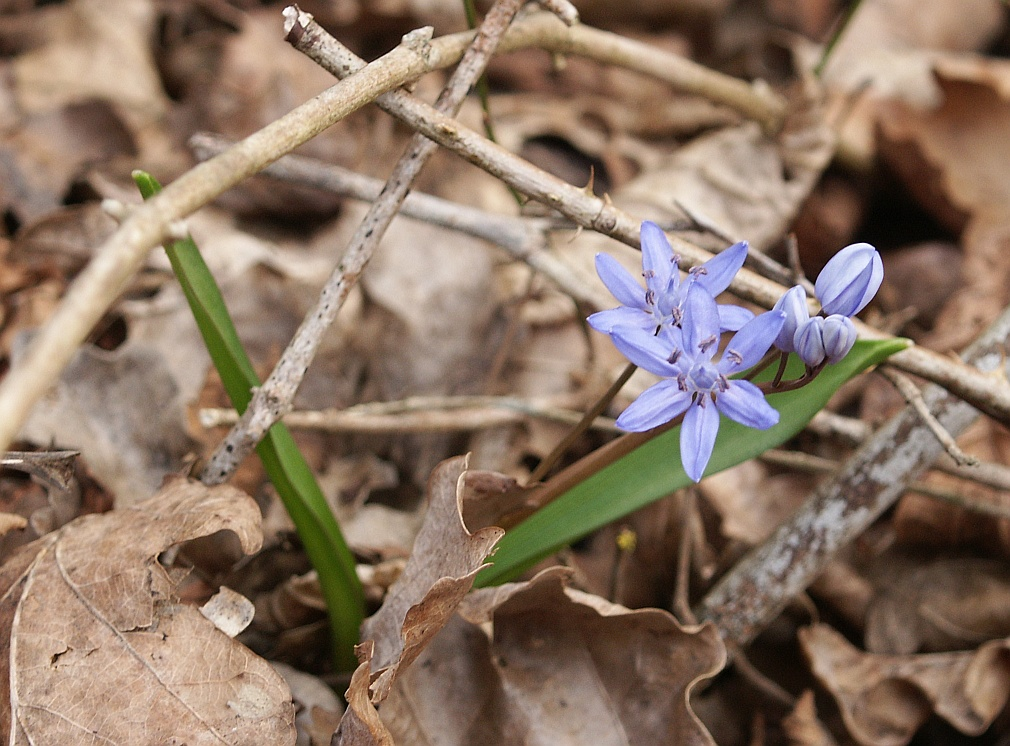
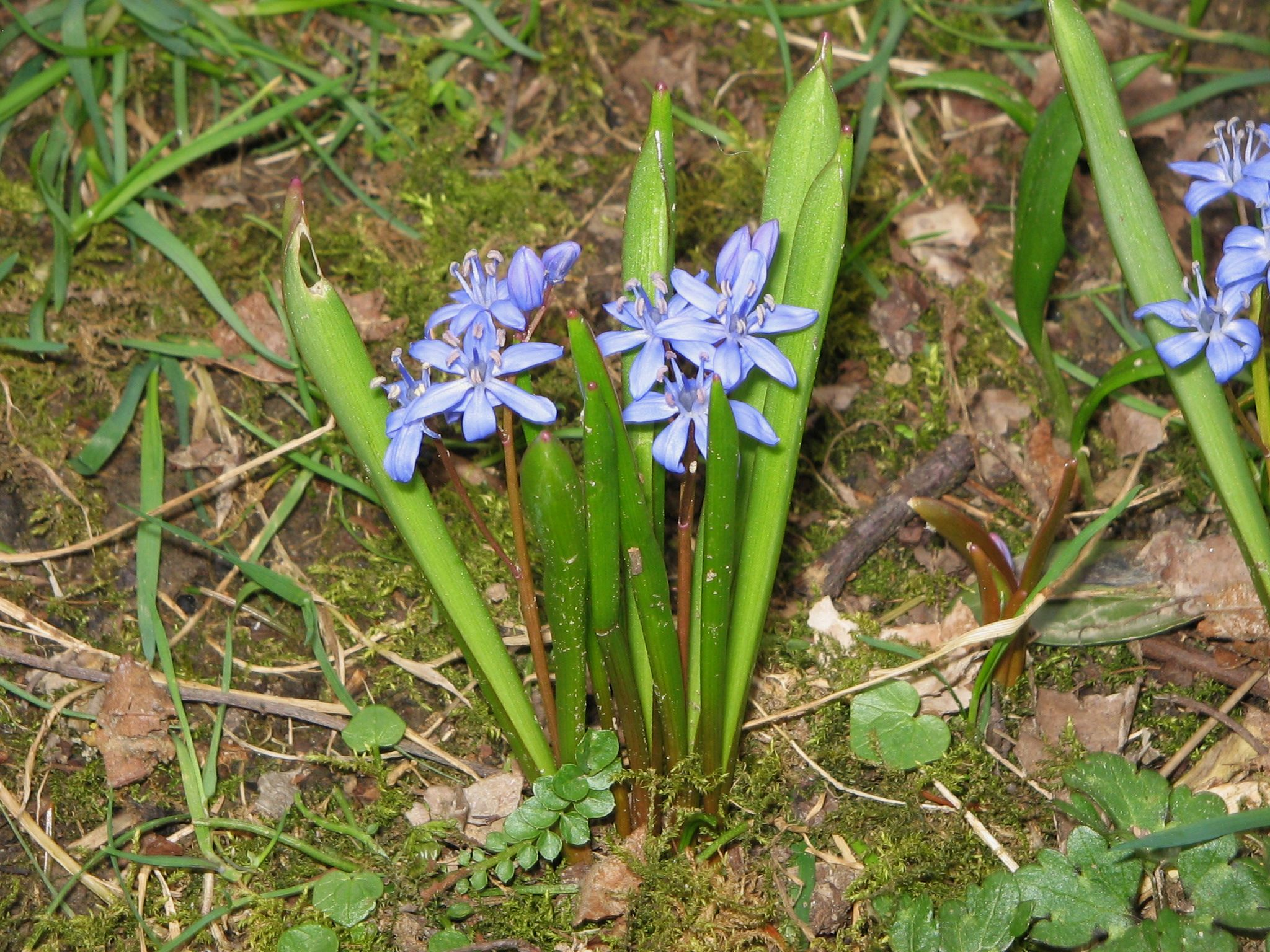
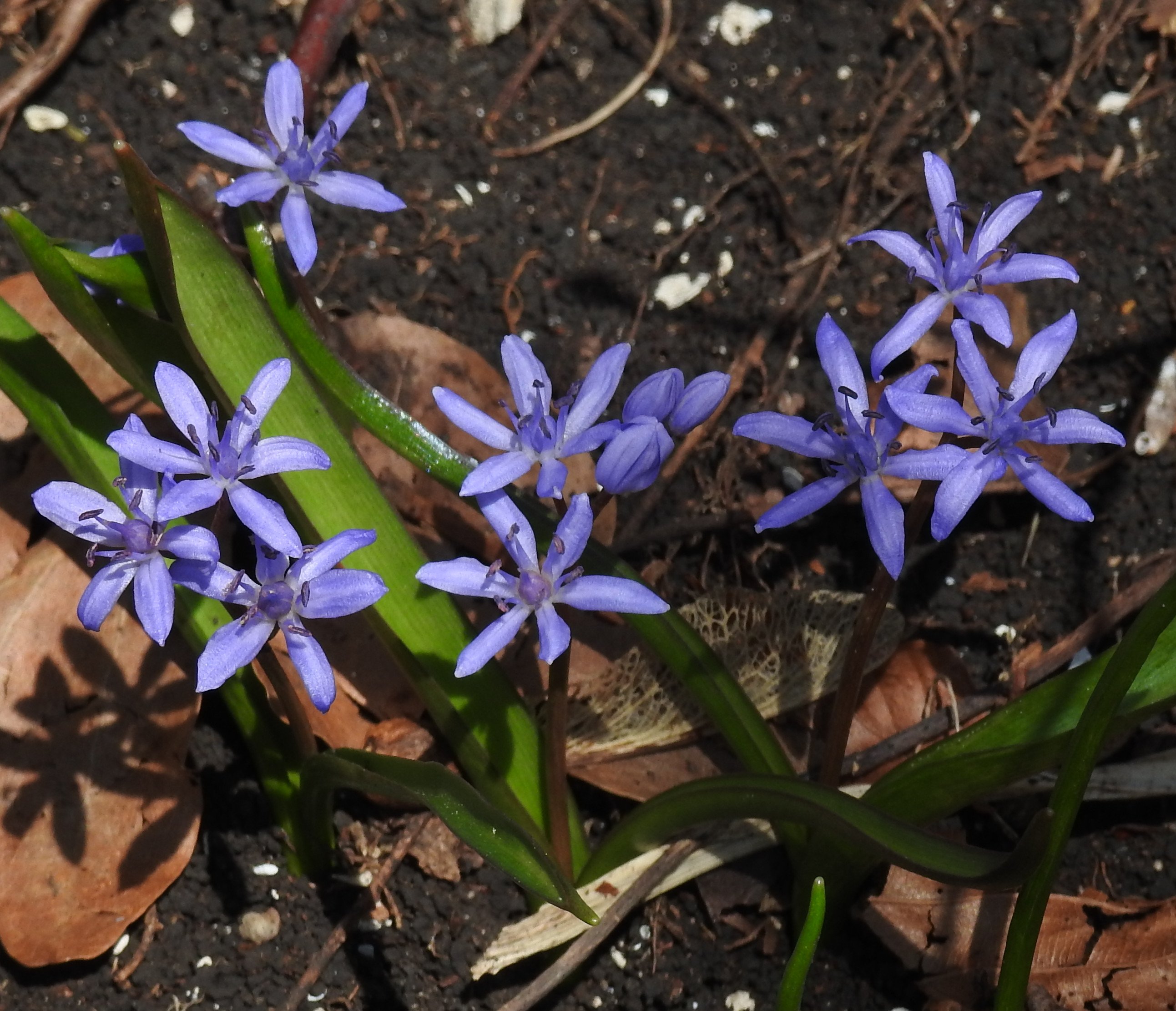
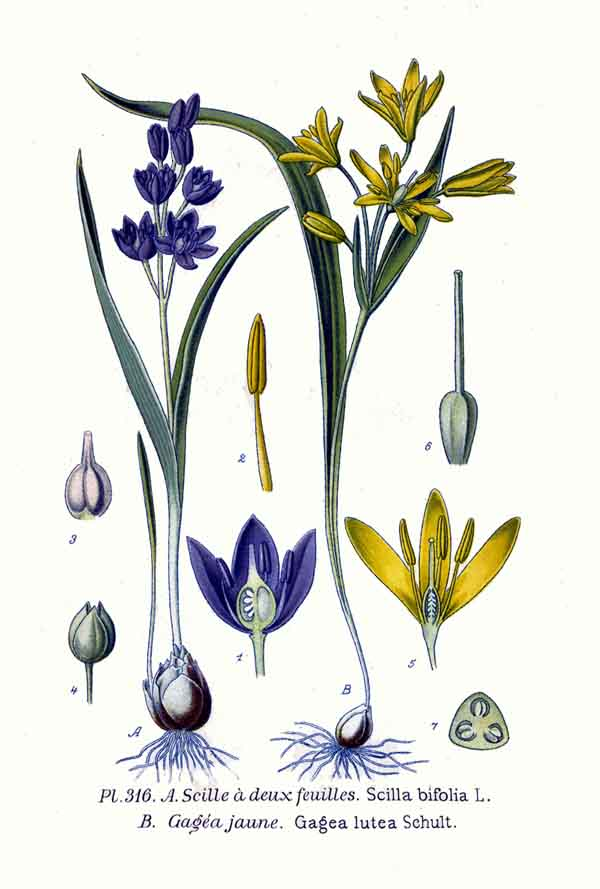